# Oysterband

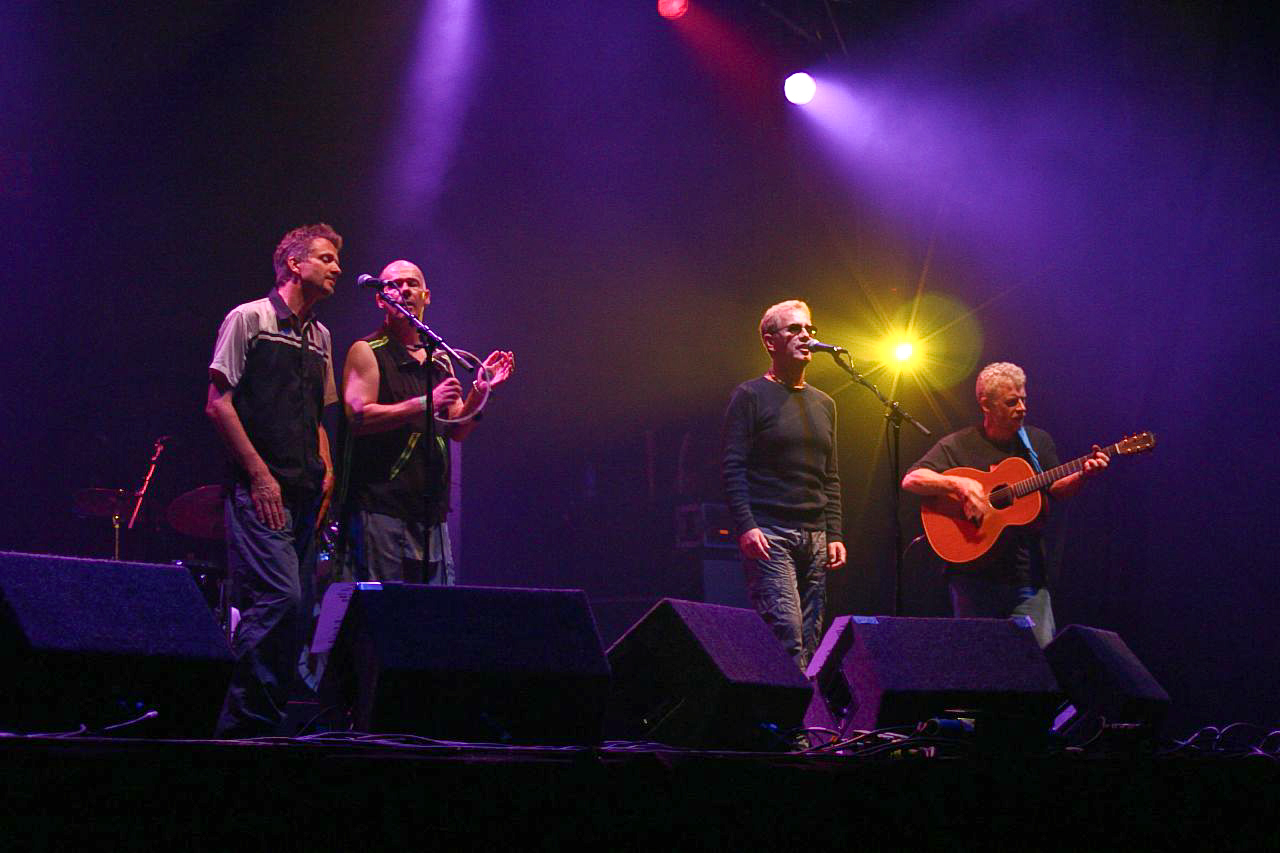
Die Oysterband live

Die Oysterband (ursprünglich Oyster Band) ist eine britische Folk-Rock Band, gegründet ungefähr 1976 in Canterbury. Bis zum Jahr 2004 hatte die Band bereits über 2300 Konzerte gegeben.

## Geschichte

### Anfänge
Die Band entstand aus zwei älteren Bands, nämlich der
- Whitstable Oyster Co. Ceilidh Band (Gründung im Jahr 1975)[1], sowie
- Fiddler's Dram, die im Jahr 1973 von Daves Arbus (bekannt geworden durch seine Mitwirkung an Baba O’Riley) gegründet worden war und zu der auch Alan Prosser und Ian Telfer und später Cathy Lesurf, Chris Taylor und ab 1978 Will Ward gehörten, und die im Jahr 1979 mit Day Trip To Bangor einen Top-3-Hit landen konnten.

Ihr erstes Album Jack's Alive veröffentlichten sie schließlich 1980 unter dem Bandnamen Oyster Ceilidh Band. Danach verließen drei Mitglieder die Band. Will Ward, Cathy Lesurf, die sich der Albion Band anschloss und Chris Wood, der nach Kanada ging und durch Gründungsmitglied Ian Kearey ersetzt wurde.
Diese Besetzung – John Jones, Alan Prosser, Ian Telfer, Chris Taylor und Ian Kearey – veröffentlichte die darauf folgenden Alben unter dem Namen The Oyster Band (manchmal wurde auf den Artikel verzichtet) auf ihrem eigenen Label Pukka Music: English Rock N Roll: The Early Years 1800-1850 (1982), Lie Back and Think of England (1983), 20 Golden Tie-slackeners (1984) und Liberty Hall (1985), auf dem Chris Taylor allerdings nur noch als Gast (bei zwei Songs) gelistet ist, da er die Band bereits 1984 verlassen hatte.

### Cooking Vinyl
1986 verpflichtete die Band mit Russell Lax das erste Mal einen Drummer und veröffentlichte mit Step Outside das allererste Album auf dem neu gegründeten Label Cooking Vinyl (COOK 001). Step Outside enthielt, wie schon der Vorgänger Liberty Hall, größtenteils selbstgeschriebene Titel, oft mit einem politischen Thema, aber auch noch mehrere Nachbearbeitungen von Traditionals wie Hal-an-Tow. 1988 verließ Ian Kearey die Band und wurde durch Ray "Chopper" Cooper ersetzt, der zum ersten Mal auf dem Album Ride zu hören ist.
Im Jahr 1990 gab es dann zwei Besonderheiten in der Oysterband-Diskografie. Im März veröffentlichte die Band das Album Little Rock To Leipzig, das zur Hälfte aus Studio- und zur Hälfte aus Live-Aufnahmen bestand (inkl. Coverversionen von Phil Ochs, The Crickets und Kay Sutcliffe) und im Juli kam Freedom And Rain heraus, das man gemeinsam mit June Tabor aufgenommen hatte und das vom Mojo Magazin zu einem der 10 besten Folk-Alben des Jahrzehnts gekürt wurde. Es enthielt ebenfalls einige Coverversionen, und zwar von The Pogues, Richard Thompson, Billy Bragg, The Velvet Underground, Si Khan und The Albion Band.

### Durchbruch
Anschließend änderte die Band ihren Namen in Oysterband und Schlagzeuger Lee Partis ersetzte Russell Lax ab 1990. Das Album Deserters, das 1992 erschien, enthielt auch das Lied Granite Years, das man auch gemeinsam mit der spanischen Band Celtas Cortos aufnahm und als Single veröffentlichte. Celtas Cortos veröffentlichten außerdem eine spanische Version dieses Titels (Vida Gris), was die Oysterband zwei Jahre später dazu veranlasste, eine englische Version ihres Hits 20 de Abril (20th of April) aufzunehmen.
Im Jahr 1993 erfolgte mit Holy Bandits dann der Durchbruch und spülte die Band an die Spitze einer boomenden Folk-Rock Szene, zusammen mit Gruppen wie The Levellers. Dieses Album enthält auch den wahrscheinlich größten Hit der Oysterband When I'm Up I Can't Get Down, welcher im Jahr 1997 von der kanadischen Band Great Big Sea gecovert wurde und auch zu deren größtem Hit wurde. (Es war die bis dato einzige Top-10-Platzierung für Great Big Sea in den kanadischen Singles-Charts.) In den Neunzigern nahm die Oysterband in ihren Titeln verstärkt Stellung zu politischen Themen. 1995 entstand auch das härtere Album The Shouting End of Life, das der Oysterband ihre erste Chart-Notierung bescherte.
Diese beiden Alben gelten inzwischen auch als Klassiker des Folk-Rock. Laut Wolf-Rüdiger Mühlmann vom Rock Hard Magazin zählen sie zu den 25 besten Alben aller Zeiten, vor allem Holy Bandits sei "das Nonplusultra des Folkrock". Rick Anderson vom Allmusicguide ist ebenfalls der Meinung, dass britischer Folk-Rock nicht besser gemacht werden kann. Zwischen diesen Alben spielte die Band im Jahr 1994 elf ältere Songs für Trawler neu ein.

### Running Man
1996 wurde auf dem eigenen Label Running Man Records die Live-CD Alive & Shouting veröffentlicht, welcher zwei Jahre später Alive and Acoustic (ebenfalls auf Running Man) folgen sollte.
Deep Dark Ocean aus dem Jahr 1997 war das letzte Album auf dem Cooking Vinyl Label. Das Album, auf dem die Band wieder zu einem weicheren, melodischeren Sound zurückkehrte, enthält beliebte Songs wie Little Brother, Milford Haven, Be My Luck und allen voran den Live-Standard Native Son und gilt allgemeinhin als durchaus gutes aber nicht überragendes Album im Schaffen der Band.
Im selben Jahr erschien auch Alan Prossers erstes Soloalbum Hall Place und die Oysterband nahm gemeinsam mit Chumbawamba "Farewell to the Crown" auf, das als B-Seite für die Tubthumping-Single verwendet wurde.
1998 erschien neben Alive and Acoustic die Best-of-Zusammenstellung Pearls From The Oysters, welche allerdings ausschließlich Songs der Alben Step Outside (1986), Wide Blue Yonder (1987), Ride (1989) und Litte Rock To Leipzig (1990) (plus zwei Traditionals der Gone West-Single (1993)) enthielt.

### pläne-Label
Here I Stand aus dem Jahr 1999 war das einzige reguläre Album auf dem Running Man Label und außerdem das vorläufig letzte Album der Oysterband, das sich in den Charts positionieren konnte. In Deutschland wurde das Album über das Dortmunder Label pläne veröffentlicht. Als Gäste konnte man die befreundeten Bands Chumbawamba und Great Big Sea gewinnen. Nach den zurückhaltenderen Reaktionen auf Deep Dark Ocean waren die Kritiken dieses Mal durchwegs hervorragend.
Im Jahr 2000 kooperierte man drei Jahre nach der Trennung von Cooking Vinyl mit dem Label bei der Zusammenstellung der umfassenden Doppel-CD Granite Years.
2002 wurde Rise Above veröffentlicht, das ähnlich überschwängliche Kritiken bekam wie sein Vorgänger. Auf fünf der zehn Songs des Albums wurde die Band vom "dauerhaften vorübergehenden" Mitglied James O’Grady unterstützt.

### Jubiläum & Big Session
Im Juni 2003 veröffentlichte Alan Prosser sein zweites Soloalbum Makerfield und am 12. Dezember 2003 fand das Konzert anlässlich des 25. Jubiläums der Band im Forum in London vor ca. 2000 Zuschauern statt, das auch als DVD (The 25th Anniversary Concert) veröffentlicht wurde. Als Gäste traten June Tabor und Chumbawamba auf. (Exakt fünf Jahre später, d. h. am 12. Dezember 2008, feierte man an selber Stelle das 30. Jubiläum.)
Von Dezember 2003 bis Februar 2004 erschienen auf dem Running Man Label die EP 25, sowie die zwei Teile der Oyster Origins, nämlich Before The Flood (Best of 1980 - 1985), sowie eine Wiederveröffentlichung des Albums Twenty Golden Tie Slackeners (mit dem Zusatz plus, nämlich mit zwei Stücken vom Album Jack's Alive von 1980).
Vom 18. bis 20. Mai 2004 nahm man mit Unterstützung von June Tabor, Rose Kemp, Jim Moray, James O’Grady, Eliza Carthy & Ben Ivitsky sowie Mitgliedern von Show Of Hands und Handsome Family in der Bush Hall in London The Big Session Volume 1 auf. Die Idee spontaner Jamsessions gemeinsam mit anderen Musikern auf der Bühne wurde bereits zuvor auf drei großen Tourneen getestet. Ein Jahr später, vom 17. bis 19. Juni 2005, organisierte die Band dann das erste Big Session Festival in De Montfort Hall in Leicester, das bis 2010 (18. bis 20. Juni) jährlich dort veranstaltet wurde.
2011 fand The Big Session Festival vom 19. bis 21. August im Rahmen des Beautiful Days Festival im Escot Park in Devon statt und 2012 wird es vom 15. bis 17. Juni in der Catton Hall in Walton-on-Trent, South Derbyshire veranstaltet.

### Westpark Music
Mit der Veröffentlichung von The Big Session Volume 1 sowie der Jubiläums-DVD im Jahr 2004 begann eine lange Zusammenarbeit mit dem Kölner Label Westpark Music.
2005 wirkten John Jones, Ian Telfer und James O’Grady auf einigen Songs des Chumbawamba-Albums A Singsong and a Scrap mit und Ende 2006 veröffentlichte die Oysterband auf ihrem eigenen Label ein Album namens Northern Light, einer Liveaufnahme eines akustischen Konzertes von 1998, um die ältere Alive and Acoustic zu ersetzen, die sie nicht mehr nachpressen durften.
Meet You There wurde 2007 veröffentlicht und die Reaktionen waren sogar noch besser als auf Here I Stand und Rise Above. Im Unterschied zu den vorigen Veröffentlichungen wurden dieses Mal allerdings auch Metal-Magazine und -Webzines vom Label bemustert. Obwohl die Band im Laufe der Jahre einige Fans aus der Metal-Szene gewinnen konnte, war die Band nicht auf die Euphorie gefasst, die ihr plötzlich aus dieser Szene entgegenschlug.

### Jubiläum & Soloalben
The Oxford Girl And Other Stories (2008) erschien zum 30. Jubiläum und enthielt akustische Versionen alter Songs. Es ist das erste Album, auf dem der neue Drummer Dilwyn "Dil" Davies zu hören ist, und es wurde wieder von Al Scott produziert, der bereits seit 1993 regelmäßig für die Band tätig ist (Holy Bandits, Trawler, Deep Dark Ocean, Rise Above, Meet You There, 25 (EP), The 25th Anniversary Concert (DVD) und John Jones’ Rising Road).
2008 gab es wieder eine Zusammenarbeit mit Chumbawamba für "Hull or Hell" vom Album The Boy Bands Have Won, für das die Oysterband den Gesang beisteuerte. 2009 veröffentlichte John Jones sein erstes Soloalbum mit dem Titel Rising Road und 2010 folgte Ray Coopers Soloalbum Tales Of Love War & Death By Hanging.
Von Februar bis März 2011 nahm die Band in den Rockfield Studios gemeinsam mit June Tabor das Album Ragged Kingdom auf, den Nachfolger zu Freedom & Rain aus dem Jahr 1990, welches am 9. September 2011 erschien. In Großbritannien erschien das Album am 19. September über Topic Records und erreichte Platz 59 der britischen Charts. Außerdem wurde Ragged Kingdom Album des Jahres 2011 im fRoots Critics Poll und Folk Album des Jahres im Mojo Magazin. Diese Kollaboration bescherte den Beteiligten auch vier BBC Radio 2 Folk Awards, nämlich "Folk Singer of the Year" (June Tabor), "Best Group" (Oysterband & June Tabor), "Best Album" (Ragged Kingdom) und "Best Traditional Track" (Bonny Bunch of Roses).
Im November 2012 gab die Band bekannt, das Ray Cooper die Band im Februar 2013 verlassen werde, um sich auf seine Solokarriere zu konzentrieren. Seinen Posten übernahmen Adrian Oxaal, auch Gitarrist der Band James, sowie Al Scott, der auch das folgende Album Diamonds on the Water produzierte, das am 17. Februar 2014 erschien.

## Diskografie

### Alben
| Jahr | Bandname            | Titel                                            | Format | Anmerkungen                         | Label         |
| ---- | ------------------- | ------------------------------------------------ | ------ | ----------------------------------- | ------------- |
| 1978 | Fiddler's Dram      | To See The Play                                  | LP     | -                                   | Dingles       |
| 1980 | Fiddler's Dram      | Fiddler's Dram                                   | LP     | -                                   | Dingles       |
| 1980 | Oyster Ceilidh Band | Jack's Alive                                     | LP     | -                                   | Dingles       |
| 1982 | Oyster Band         | English Rock 'n' Roll: The Early Years 1800-1850 | LP     | -                                   | Pukka         |
| 1983 | Oyster Band         | Lie Back And Think Of England                    | LP     | -                                   | Pukka         |
| 1984 | Oyster Band         | 20 Golden Tie-Slackeners                         | LP/CD  | CD siehe "Sonstige"                 | Pukka         |
| 1985 | Oyster Band         | Liberty Hall                                     | LP     | -                                   | Pukka         |
| 1986 | Oyster Band         | Step Outside                                     | LP/CD  | -                                   | Cooking Vinyl |
| 1987 | Oyster Band         | Wide Blue Yonder                                 | LP/CD  | -                                   | Cooking Vinyl |
| 1989 | Oyster Band         | Ride                                             | LP/CD  | -                                   | Cooking Vinyl |
| 1990 | Oyster Band         | Freedom & Rain (mit June Tabor)                  | LP/CD  | -                                   | Cooking Vinyl |
| 1992 | Oysterband          | Deserters                                        | LP/CD  | -                                   | Cooking Vinyl |
| 1993 | Oysterband          | Holy Bandits                                     | CD     | -                                   | Cooking Vinyl |
| 1995 | Oysterband          | The Shouting End of Life                         | CD     | -                                   | Cooking Vinyl |
| 1997 | Oysterband          | Deep Dark Ocean                                  | CD     | -                                   | Cooking Vinyl |
| 1999 | Oysterband          | Here I Stand                                     | CD     | feat. Chumbawamba und Great Big Sea | Running Man   |
| 2002 | Oysterband          | Rise Above                                       | CD     | feat. James O’Grady                 | pläne         |
| 2007 | Oysterband          | Meet You There                                   | CD     | -                                   | Westpark      |
| 2011 | Oysterband          | Ragged Kingdom (mit June Tabor)                  | CD     | -                                   | Westpark      |
| 2014 | Oysterband          | Diamonds on the Water                            | CD     | -                                   | Navigator     |
| 2022 | Oysterband          | Read the Sky                                     | CD     | -                                   | Running Man   |

### Soloprojekte
| Jahr | Musiker                  | Titel                                      | Anmerkungen | Label       |
| ---- | ------------------------ | ------------------------------------------ | ----------- | ----------- |
| 1997 | Alan Prosser             | Hall Place                                 | -           | Rafting Dog |
| 2003 | Alan Prosser             | Makerfield                                 | -           | Rafting Dog |
| 2006 | Prosser, Power & Randall | Nomads - Cellar Sessions May 2006          | -           | Rafting Dog |
| 2009 | John Jones               | Rising Road                                | -           | Westpark    |
| 2010 | Ray Cooper               | Tales Of Love War & Death By Hanging       | -           | Westpark    |
| 2014 | Ray Cooper               | Palace of Tears                            | -           | Westpark    |
| 2018 | Ray Cooper               | Between The Golden Age & The Promised Land | -           | Westpark    |
| 2017 | Alan Prosser & Al Clarke | Roomful of Light                           | -           | Rafting Dog |
| 2018 | Alan Prosser             | 5/4 AP                                     | -           | Rafting Dog |
| 2019 | Alan Prosser & Al Clarke | Living in Clover                           | -           | Rafting Dog |

### Singles und EPs
| Jahr | Bandname       | Titel                                    | Format  | Anmerkungen |
| ---- | -------------- | ---------------------------------------- | ------- | --- |
| 1979 | Fiddler's Dram | Day Trip To Bangor                       | LPS     | c/w The Flash Lad (1979); c/w Peel The Tatties (1980)                                                                                       |
| 1980 | Fiddler's Dram | Beer Cart Lane                           | LPS     | c/w Ythanside |
| 1981 | Fiddler's Dram | Black Hole                               | LPS     | c/w Agony |
| 1981 | Fiddler's Dram | Little Ray Of Sunshine                   | LPS     | c/w Sweet Chiming Bells |
| 1986 | Oyster Band    | Hal-An-Tow                               | LPS     | c/w Edward II & The Red Hot Polkas – Ashes To Ashes                                                                                         |
| 1987 | Oyster Band    | Rose Of England                          | LPS     | c/w Dawn Run |
| 1988 | Oyster Band    | The Early Days Of A Better Nation        | LPS     | c/w The Oxford Girl |
| 1989 | Oyster Band    | I Fought The Law                         | LPS     | c/w Spend The Night |
| 1989 | Oyster Band    | The Lost And Found (Remix)               | LPS     | c/w MacLeod's Reel / The Generals Are Born Again (Intro) / Between The Wars / A Change Is Gonna Come (12"); c/w A Change Is Gonna Come (7") |
| 1989 | Oyster Band    | New York Girls                           | LPS     | c/w My Dog; c/w My Dog / Galopede |
| 1989 | Oyster Band    | Love Vigilantes                          | LPS     | Original: New Order (1985); c/w Polish Plain (7"); c/w Polish Plain / I Fought The Law / Between The Wars (10")                             |
| 1992 | Oysterband     | Granite Years (feat. Celtas Cortos)      | LPS     | - |
| 1992 | Oysterband     | Granite Years (Remix)                    | CDS     | c/w Curragh Of Kildare / Star Of The County Down / Hangman Cry                                                                              |
| 1992 | Oysterband     | Fiddle Or A Gun                          | LPS     | - |
| 1992 | Oysterband     | All That Way For This                    | LPS     | - |
| 1993 | Oysterband     | Gone West                                | CDS     | c/w After London / Star Of The County Down / Curragh Of Kildare                                                                             |
| 1994 | Oysterband     | Cry Cry                                  | CDS     | c/w Blood Wedding / Bells Of Rhymney / Hangman Cry; c/w After London / Star Of The County Down / Curragh Of Kildare                         |
| 1994 | Oysterband     | 20th Of April                            | CDS     | Original: Celtas Cortos – 20 de Abril (1991)                                                                                                |
| 1994 | Oysterband     | Oxford Girl                              | CDS     | c/w 20th Of April / Hal-An-Tow |
| 1995 | Oysterband     | Long Dark Street                         | CDS     | c/w Sticks & Stones / Hallelujah / The Sailor's Bonnet                                                                                      |
| 1996 | Oysterband     | Everywhere I Go                          | CDS     | c/w Sticks & Stones / Hallelujah / The Sailor's Bonnet                                                                                      |
| 1996 | Oysterband     | One Green Hill                           | LPS     | c/w Jam Tomorrow (12") |
| 1997 | Oysterband     | Sail On By                               | CDS     | c/w Be My Luck / One Green Hill / Jam Tomorrow                                                                                              |
| 1999 | Oysterband     | This Is The Voice (Single Edit)          | CDS     | c/w On The Edge (Single Edit & Mix) / The False Knight On The Road / Funny Time Of Life                                                     |
| 1999 | Oysterband     | Street Of Dreams (Single Edit)           | CDS     | c/w This Is The Voice (Single Edit) |
| 1999 | Oysterband     | Street Of Dreams                         | CDS     | c/w This Town |
| 1999 | Oysterband     | On The Edge (Single Edit)                | CDS     | c/w This Is The Voice / In Your Eyes |
| 2000 | Oysterband     | Ways Of Holding On (Waiting For The Sun) | CDS     | Ways Of Holding On (Waiting For The Sun) feat. Emma Härdelin c/w On The Edge / Ways Of Holding On / Someone You Might Have Been             |
| 2002 | Oysterband     | The Soul's Electric                      | CDS     | c/w Blackwaterside |
| 2003 | Oysterband     | Rise Above                               | CDS     | - |
| 2003 | Oysterband     | 25                                       | CD-EP   | 7-Song EP feat. June Tabor bei Factory Girl und James O’Grady bei Road To Nowhere (Original: Talking Heads)                                 |
| 2007 | Oysterband     | Here Comes The Flood                     | CDS     | Here Comes The Flood (Radio Version) c/w Dancing As Fast As I Can (Radio Version) / Dancing As Fast As I Can (Album Version)                |
| 2012 | Oysterband     | Love Will Tear Us Apart                  | LPS/CDS | c/w Fountains Flowing (mit June Tabor) |

### Sonstige Veröffentlichungen
| Jahr | Titel                                                | Format | Anmerkungen                                                                                  | Label           |
| ---- | ---------------------------------------------------- | ------ | -------------------------------------------------------------------------------------------- | --------------- |
| 1990 | Little Rock To Leipzig                               | LP/CD  | Seite 1: Studio / Seite 2: Live                                                              | Cooking Vinyl   |
| 1992 | Oyster Band                                          | VHS    | Aufgenommen im Capitol, Hannover am 2. Mai 1992                                              | !K7 (Studio K7) |
| 1994 | Trawler                                              | CD     | Best of 1986 - 1994 (mit Neuaufnahmen alter Songs)                                           | Cooking Vinyl   |
| 1996 | Alive & Shouting                                     | CD     | Livealbum; 1. Februar 1996, Aarhus und 15. November 1995, Stockholm                          | Running Man     |
| 1998 | Pearls From The Oysters                              | 2-CD   | Best of 1986 - 1990                                                                          | Snapper         |
| 1998 | Alive And Acoustic                                   | CD     | Livealbum (Akustisch)                                                                        | Running Man     |
| 2000 | Granite Years                                        | 2-CD   | Best of 1986 - 1997                                                                          | Cooking Vinyl   |
| 2003 | Twenty Golden Tie-Slackeners Plus (Oyster Origins 2) | CD     | CD-Veröffentlichung des Albums 20 Golden Tie- Slackeners von 1984 + 2 Songs von Jack's Alive | Running Man     |
| 2004 | Before The Flood (Oyster Origins 1)                  | CD     | Best of 1980 - 1985                                                                          | Running Man     |
| 2004 | The Big Session Volume 1                             | CD     | Livealbum; 18. – 20. Mai 2004, London                                                        | Westpark        |
| 2004 | The 25th Anniversary Concert                         | DVD    | feat. June Tabor, Chumbawamba und James O’Grady                                              | Westpark        |
| 2006 | Northern Light                                       | CD     | Livealbum (Akustisch); 5. und 6. September 1998, Aalborg                                     | Running Man     |
| 2008 | The Oxford Girl And Other Stories                    | CD     | Akustische Neuaufnahmen alter Songs                                                          | Running Man     |
| 2016 | This House Will Stand                                | 2-CD   | Best of 1998 - 2015                                                                          | Navigator       |
| 2019 | Fire & Fleet                                         | CD     | Studio & Live                                                                                | Running Man     |

The Big Session Volume 1 feat. June Tabor, Rose Kemp, Jim Moray, James O’Grady, Eliza Carthy & Ben Ivitsky sowie Mitglieder von Show Of Hands und Handsome Family.